# Elda Lanza
Elda Lanza (Milano, 5 ottobre 1924 – Castelnuovo Scrivia, 10 novembre 2019) è stata una giornalista, conduttrice televisiva e scrittrice italiana.
Fu anche esperta di comunicazione e di bon ton.

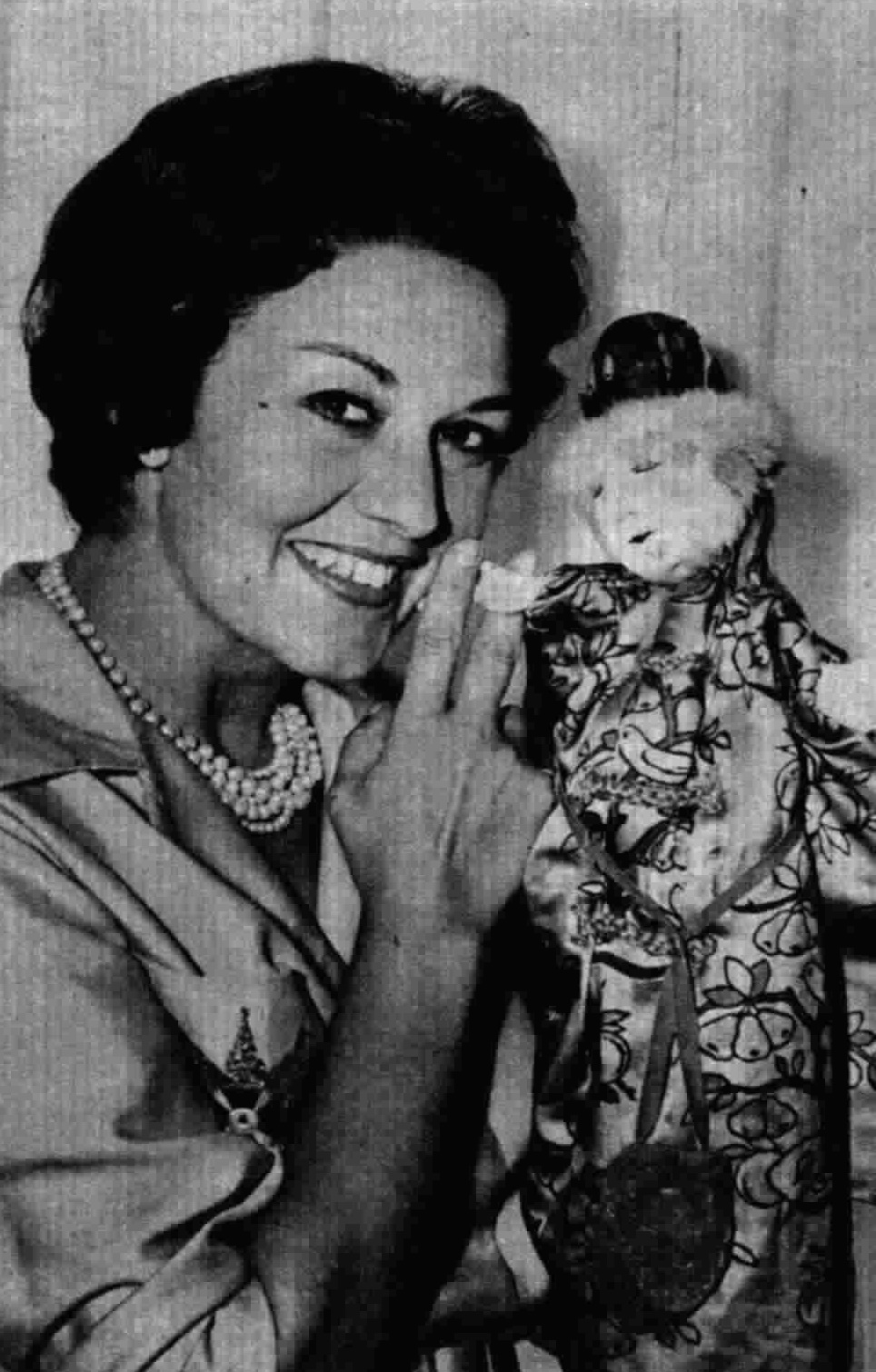
Elda Lanza nel 1964 circa

## Biografia
Attiva nel movimento femminista e forte di una precoce e intensa attività di scrittrice e giornalista, dopo gli studi all'Università Cattolica di Milano e alla Sorbona di Parigi (dove fu allieva, tra gli altri, di Jean Paul Sartre), nel 1952 venne contattata dai dirigenti dalla neonata televisione pubblica italiana di cui, dopo svariati provini, diventò la prima presentatrice, lavorando nei primi programmi sperimentali, come Vetrine, rubrica di moda che si valeva delle inchieste di vari registi, tra i quali Romolo Siena, Sergio Spina, Gianni Serra, Sergio Miniussi. Dopo un periodo di assenza dagli schermi, perché impegnata come testimonial per la pubblicità, tornò a condurre la trasmissione di consigli librari per ragazzi Avventure in libreria .
.
Esperta di galateo (suo il best seller Signori si diventa per Mondadori), nonché docente di storia del costume, tenne corsi sulla materia. La sua agenzia di comunicazione istituzionale e uffici stampa vantò clienti nei settori moda e industria. Nel 2011, su input di Mariano Sabatini, Michele Mirabella la chiamò ospite ad Apprescindere su Rai 3; Giancarlo Magalli le dedicò un ampio spazio rievocativo ai Fatti vostri su Rai 2. Nel 2012 riapparve in tv, su LA7, per alcune brevi lezioni di stile ai Menù di Benedetta. Da allora partecipò regolarmente come ospite nei talk show di reti nazionali e regionali.
Nell'ottobre 2012 debuttò come giallista con il romanzo Niente lacrime per la signorina Olga che Lanza portò a Salani su suggerimento di Mariano Sabatini. A Solibri.net lo scrittore Marco Vichi, che su incarico di Salani firma la fascetta di copertina, dichiarò: "Ho conosciuto Elda via mail, mi era stata segnalata dal giornalista e scrittore Mariano Sabatini e l'ho paragonata a Camilleri per l'umanità che racconta al di là del giallo, nonché per la veneranda età e per la simpatia che mi ha suscitato". Nel giro di poche settimane l'editore fu costretto a ristampare il titolo andato esaurito, conquistandosi anche l'apprezzamento di Umberto Eco che agli esordi aveva lavorato con Elda alla Rai.
La scrittrice lavorò ad altri romanzi gialli con protagonista l'avvocato napoletano Max Gilardi. Nel 2017-2018 fu tra i tutor di Detto fatto con Caterina Balivo su Rai 2, come esperta di galateo e storia del costume.
È morta all'età di 95 anni il 10 novembre 2019 nella sua casa a Castelnuovo Scrivia, in provincia di Alessandria.
Era sposata con il pubblicitario Vitaliano Damioli, dal quale ebbe un figlio, Massimo Pietro Damioli detto Max.

## Riconoscimenti e onorificenze
Nel 2013 le venne attribuita la targa di merito al Festival Nazionale della Letteratura "Città di Giulianova".

## Opere

### Libri serie Max Gilardi
- Niente lacrime per la signorina Olga (Salani, 2012)
- Il matto affogato (Salani, 2013)
- Il venditore di cappelli (Salani, 2014)
- La cliente sconosciuta (Salani, 2015)
- La bambina che non sapeva piangere (Salani, 2016)
- Uno stupido errore (Salani, 2016)
- La bestia nera (Salani, 2017)
- Il funerale di donna Evelina (Salani, 2018)
- Rosso sangue (Salani, 2019)
- La terza sorella (Salani, 2019)
- La ragazza senza nome  (postumo) 2020
- Il caso Agresti (postumo) 2021

### Romanzi
- Una stagione incerta (Marsilio, 2006)
- Imparerò il tuo nome (Ponte alle Grazie, 2017)
- Uomini. La stupidità in amore è una cosa seria (Salani, 2017)
- Quasi un uomo  (Salani 2018)

### Altre opere
- Signori si diventa. Le nuove regole dello stile quotidiano (Mondadori, 2005)
- Il tovagliolo va a sinistra (Vallardi, 2016)